# ギリギリッス
ギリギリッスは、フジテレビのバラエティ番組『はねるのトびら』で放送されていたコーナーの1つである。

## 概要
ある森の中での、ギリギリを調べることが大好きな昆虫「ギリギリス」に扮したはねトびメンバー達が様々なことのギリギリに挑戦する企画。名前の由来は「キリギリス」+「ギリギリ」。
毎回順番にテーマに沿った内容にチャレンジし、成功するごとに難易度を上げ、全員が失敗するか、セットの都合などによる限界をクリアするまで続ける。失敗したギリギリスは罰として北陽扮する「女郎グモ」にニンニクなどを食べた臭い息を嗅がされる。失敗するまで続くコーナーなので、基本的に全員が嗅がされることになるが、残り1匹だけになった場合は難易度が高い場合のみチャレンジ前に「成功したら罰ゲームなしで終了」を希望できる。
紹介テロップは「草むらのムシ知識」。
また、2007年12月6日にWiiのソフトとして発売された（下記参照）。

## レギュラー虫
各キャラの色はその人物の服装の色を示す。ギリギリス達は語尾に「○○ギリス」（「マジギリス」「ヤバギリス」など）とつける。

### 進行
ニシギリス（深緑→赤）（西野亮廣）
進行及びツッコミ担当。唯一語尾に「ギリス」を付けずに話す。チャレンジ開始の合図は「よーい、ギリギリッス!」、（暗転後に）「お願いします!」。一応は挑戦虫たちの先輩らしい。チャレンジには参加しないが、一度だけカジギリスがセットの限界をクリアした代わりに女郎グモの罰ゲームを受けたことがある。

### 挑戦虫
ツカギリス（オレンジ）（塚地武雅）
純粋な運動神経を問われるお題には弱いが、自身の体重やパワーを活かすチャレンジの場合は最後まで残ることもある。主に序盤で失敗することが多く、見せ場は殆どないため、本人も半ば自虐的にネタにしている。しかし、最初のチャレンジの度にカジギリスとイタギリスに指名されて無謀な目標を提示するほか、「自分は太ったチビッコたちに勇気を与える役目がある」と言った後、カメラ目線でチビッコたちに向けて励ますコメントをするのがお約束となっていた。第28回〜第31回は骨折療養のため出演していない。
イタギリス（青）（板倉俊之）
運動能力としてはツカギリスとカジギリスの間にいるが、板倉自身がインドアなので、ツカギリス同様序盤で失敗しやすい。失敗した後はひねくれて斜に構えた発言をすることが多いため、他の2人やニシギリスから顰蹙を買うこともある。その一方で2人以上に奮闘して大活躍を見せることもあり、その時はメンバーたちから称賛されている。
カジギリス（黄緑）（梶原雄太）
挑戦虫の中では一番運動神経がよく、見せ場も多い。本人（虫）曰く「俺と大道具さんの戦い」と言うほど、セットでの限界点（ギリギリ）に挑戦することもある。ただし、苦手分野もあり、水泳や水中系での競技は早い段階で失敗したこともあった。

#### 代打
ツツギリス（ピンク）（堤下敦：2009年以降）
ツカギリス（塚地）の骨折による代打で登場した。ここでもいじられキャラは相変わらずで、元々ピンク色の衣装であることと胸に大量に汗をかいたことで「母乳が染み出ている」とネタにされ、更にはスカートや睫毛を付けられてメスと設定されるようになったことで激怒していた。また、ゲストのカナダギリスに散々ちょっかいを出された際には容赦なく鉄拳制裁をお見舞いしている。ツカギリスが復帰した後は罰ゲームや挑戦虫のアシストを担当している。2011年以降の対抗戦には他の男性メンバーともに参加。
アキギリス（黄色）（秋山竜次）
第36回（イタギリスの代理）や2011年以降の対抗戦に登場。
ババギリス（黄色）（馬場裕之）
2011年以降の対抗戦に登場。

### 罰ゲーム担当
女郎グモ（紫（北陽（虻川美穂子・伊藤さおり））
通常では失敗した挑戦虫を伊藤がキャメルクラッチで押さえつけ、生ニンニクや納豆、ニラを食べた虻川が筒を使って鼻に臭い息を吹きつける。「オ〜ホホホ」「〜ザマス」など、いかにも女王様キャラな口調で話す。後に、虻川が罰ゲームの前に納豆などを食べながら罰をするメンバーに一言つぶやくのがお約束。なお、虻川は罰ゲームの度に大量のニンニクやニラを生で囓っているため、彼女自身も挑戦虫たち以上に体を張っており、画面で映らないときに吐き戻していたり、弱音を言ったりすることもあった。また、『第11回雑巾掛け』では臭い息を吹きつけるのではなく、牛乳などを拭いた臭い雑巾を嗅がされるシーンも見られる。
毎回登場時に放送時期やテーマに合わせたものを模した生ニンニクやニラを齧りつくのが恒例となっていた。その一方で挑戦虫たちが大活躍を見せた際にはメンバーたちと一緒に称賛している。
ツカギリスの復帰に伴うツツギリスの女郎グモの加入により、伊藤は一度だけリストラの憂き目にあっている。
『第4回斜面ボウリング』ではカジギリスの希望により、一定以上の難易度クリアで罰ゲーム免除のルールが追加され、代わりに女郎グモの伊藤が罰ゲームを受ける羽目になった（虻川は「敵も味方も関係ございませんの」と言って、容赦なく嗅がせた）。　
一度だけ虻川自身は2011年の第39回の対抗戦には潜水競技に参加をして、クリアしたことがあるほか、第40回の『めちゃ²イケてるッ!』のメンバーとの対抗戦にもコンビで参加をしている。

### ブリッジ
フンコロガシ（茶色）（鈴木拓）
ギリギリスの挑戦の合間に独立してネタを行う。地味ではあるがフンを模した大きな球を逆立ちしながら転がすというハードな運動を続けており、ある意味挑戦虫より体を張っているとも言える。収録は同じセットで競技終了後に行われるため競技の様子を見ており、何かハプニングが起こると登場することがある。その際は「フンコロガシ師匠」と呼ばれる（出番を待つ大物芸人のような雰囲気から）。スペシャルにてカジギリスにスケジュールが取れないという理由で強制終了させられたことがあるほか、一度だけ彼自身が競技に参加するも失敗して罰ゲームを受けたこともある。2011年以降の対抗戦では同キャラで登場している。
ヤマコロガシ（ベージュ色）（山本博）
第33回において、2匹目のフンコロガシとしてスタジオに乱入した。その後、2011年以降の対抗戦では同キャラで登場している。

## 挑戦内容
ゲスト虫の色は特記なき場合黄色。

### 2006年
第1回 - 缶詰乗り（9月6日）
切り株の上に置いた缶詰の上に乗り、5秒間耐えればクリア。1人挑戦するごとに缶詰の重ねる数が増えていく。記録はカジギリスの13個。
第2回 - ストロー吸引（11月8日）
ゲストにチュートリアルのトクギリス（徳井義実）とフクギリス（福田充徳）が登場。
梯子→昇降式ゴンドラに乗り、通常のストローの数十本分にあたる長いストローでコップに入った牛乳を吸って口まで届いたらクリア。記録は32本分 (6m62cm)。33本分でカジギリス、イタギリスの順でリタイア。ちなみに、地球上における気圧により、ストローで吸えるのは約10mが限界。
第3回 - ローソクの火消し（12月13日）
誕生日ケーキに刺さっているローソクを一息で消したらクリア。記録はカジギリスの120本（80本を超えたあたりからボヤのように火柱が上がっていた）。

### 2007年
第4回 - 斜面ボウリング（1月3日）
ゲストにオリエンタルラジオのアツギリス（中田敦彦）とシンゴギリス（藤森慎吾）が登場。
斜面になったレーンでボウリングをし、3投投げてピンを1本でも倒せればクリア。クリアするごとにレーンの傾きが大きくなる。チャンスは3回。最高記録はカジギリスの 20°(高さ6.6m)で、初めてセットの限界をクリアした。また、先述通り一定以上の難易度クリアで罰ゲーム免除のルールが今回より追加され、代わりに女郎グモの伊藤が罰ゲームを受けた。
第5回 - 縄跳びの短さ（1月24日）
市販のビニール製の縄跳びを3回飛べたらクリア。最初は 2m50cm だが、クリアするごとに長さが短くなる。記録はカジギリスの 5cm（縄部分の長さのみで測るため持つ部分の方が長い状態であった）。今回もカジギリスは罰を受けずには済んだが、虻川に頬にキスされ悶絶した。
第6回 - ソリ（2月21日）
この回は上越国際スキー場でロケを行った。ソリを重ねて滑り、ゴールラインまで平均傾斜20度の30mコースを転倒せず完走すればクリアとなる。クリアしてもソリを重ねて滑っているので自分から転倒しないと止めることが出来ない。ツカギリスとイタギリスが10枚で失敗し、早々に全滅のピンチとなるも、カジギリスの成功により回避、最終的な記録はカジギリス75枚。
第7回 - ホッピング（3月7日）
市販の大人用ホッピングで切り株状の台の上に乗ることができればクリア。クリアする毎に台が高くなる。イタギリスとツカギリスの2人は高さ50cmで失敗、最高記録はカジギリスの80cm。
第8回 - 跳び箱（4月4日）
ゲストにガレッジセールの ゴリシーサー（ゴリ）とカワシーサー（川田広樹）が登場。
本来の長さ120cmから30cm単位で長くした跳び箱に2回挑戦して1回跳べれば（正確には手以外が跳び箱に付かなければ）クリアとなる。高さは10段で固定となっている。チャンスは2回。クリアすると跳び箱の長さだけが徐々にのびていく。記録はカジギリスの+180cm（計3m）。なおイタギリスは手をついたまま前進して着地したが失格扱いとなった。
第9回 - 滑り台（5月9日）
本来の30°から高さを上げていき、その滑り台を手を使わずに一番上まで上ったらクリア（本来の滑り始める部分には手を付いてOK）。チャンスは2回。記録はカジギリスの61°。
第10回 - 棒高跳び（6月20日）
通常（3m70cm）よりバーの幅をどんどん狭くしてゆく。棒高跳びの高さは1mで固定。チャンスは2回。記録はカジギリスの 35cm。
ブリッジの部分で、ドラマ「まるまるちびまる子ちゃん」からまる子（伊藤綺夏）がゲスト出演した。
第11回 - 雑巾掛け（7月11日）
教室の端から端まで（約10m）雑巾で床を拭きながら進んでいき、体がゴールラインを超えればクリアとなる。クリアする毎に進行方向に対して横向きの傾斜角が大きくなる。この回の罰ゲームは通常の臭い息を吹き付けるだけではなく、「臭い雑巾で顔を拭かれる」だった。最終的な記録はカジギリスの35° 。
第12回 - 砂浜を自転車で走行（8月22日）
この回は沖縄県でロケを行った。自転車に乗ってスタートシートから砂浜を渡って自転車の後輪がゴールシートまでたどり着けばクリアとなる。沖縄にちなんでBGMも全て三線風にリメイクした。虻川は罰ゲームの際、沖縄にちなんで島らっきょうを食べていた。最終的な記録はカジギリスの 9m 。
第13回 - 鉄棒の逆上がり（9月12日）
130cm の鉄棒の高さを徐々に下げていき、逆上がりが出来ればクリアとなる。セットの都合上 25cm までが限界。カジギリスがそれをクリアしたため、代わりにニシギリスが初めて罰を受けた。
第14回 - リンボーダンス（10月3日）
ゲストにタカアンドトシのタカもっこり（タカ）とトシもっこり（トシ）が登場。北海道出身であることにちなみ、まりもっこりに似たかぶりものをつけて登場。虫の色は緑。
1m10cm のリンボーダンスの道を徐々に伸ばしていき、リンボーダンスできればクリアとなる。途中で棒に当たる・耐えられずに倒れた場合はアウトとなる。ゲストのトシもっこりは序盤で失敗してしまったが、タカもっこりは9mをクリアし、ゲストで初の罰ゲーム免除となった。しかし、カジギリス（11mで失敗）は放送日が妻の出産予定日だった（実際の出産は3日後）ため、「ヤラセ」という形で再挑戦を懇願した結果、用意したセットの限界である15mをクリアした。
ブリッジの一部分で本人の希望により鈴木の代わりに、オンエアでこの場面まで一切出番が無かった山本が登場した。
第15回 - 潜水（10月31日）
この回は千葉県の原木中山にある市川マリンセンターでロケを行い、空の500mLのペットボトルを腰につけ、5m下にある伊勢エビ（の人形）を採ることができればクリア。ツカギリスが初めて最後の一人となり、最終的な記録は15本。
ブリッジでは、同じ時期にバレーボール中継を行っていたため、フンコロガシはフンではなくバボちゃんを転がしていた。
第16回 - ふすま（12月12日）
ふすまを一押しして、隙間なく閉めることが出来ればクリア。途中で止まったり、ふすまが外れたらアウトとなる。最終的な記録はカジギリスの16枚分（14.4m）。あまりに記録が伸びなかったため、ブリッジの出番が無かったフンコロガシがメンバーの所にやって来て愚痴を言い始め、最後にエキシビジョンとして挑戦したが失敗した（罰ゲーム無し）。

### 2008年
第17回 - 縄跳びの本数（1月16日）
市販の縄跳び（重さ60g）を1度に複数本持って3回飛ぶことができればクリア。クリアすると縄跳びの本数が増える。最終的な結果はカジギリスの140本。
最初のブリッジのみ、フンコロガシは眼鏡ではなく、コンタクトレンズをして登場した。
第18回 - 皿運び（2月6日）
複数枚重なっている回転寿司の皿（1枚の高さが2cm・重さが120g）を2m先の切り株まで運ぶことができればクリアとなる。10枚毎に黒皿になる。枚数が増えると前が見えなくなるため、他のメンバーがアドバイスをしていた。いつもより小規模な挑戦のため、ツカギリスに「スターだらけの大運動会の巨大セットにかかった分のお金を節約するつもりでは？」と予想されていた。最終的な結果はイタギリスの65枚。
第19回 - 階段状跳び箱連続片足跳び（3月19日）
ゲストに藤崎マーケットの藤原マーケット（藤原時）と田崎マーケット（田崎佑一）が登場。バッタのような扮装で出演。これまでのゲストはレギュラーメンバーのライバルという設定が多かったが、今回は助っ人という設定で参加。
跳び箱を縦に階段状に並べ、それを片足跳びで進み、最後の跳び箱までたどり着ければクリアとなる。跳び箱は最大18台用意されたが、内3台（最後に置かれた）は旧式であった。イタギリスがカジギリス挑戦前に最大の18台をクリアしたため、コーナー史上初めて複数人が女郎グモの攻撃を免除された。使用した跳び箱は、公募で小学校に寄付された（次回のコーナー内でフンコロガシが告知した）。
第20回 - ランドセル（2008年4月16日）
ランドセル（1個の重さ0.9kg・長さ12cm）を後ろにつなげていき、寝た姿勢から背負って立ち、一番後ろのランドセルが床から離れた状態で「行ってきます」と言えば成功。5個毎に赤いランドセルになる。15個からは足場、16個からハーネスを使用して行った。カジギリスが18個でリタイアし、初のカジギリスが最初に失敗するという事態が発生した。ツカギリスも20個も失敗し、2人連続で女郎グモの餌食となってしまった。イタギリスが20個で女郎グモ免除。
第21回 - こいのぼり（5月7日）
風速25メートルを出すことのできる送風機の前で、こいのぼりのついたさおを持ち、段の上にある家を模した差し場に入れば成功。こいのぼりが3匹で一対（親子）という事から、増やせる量は3の倍数となっている。ツカギリスは30匹に成功し、初めて女郎グモからの罰を免除された。
第22回 - 風船キャッチ（6月4日）
チビギリス（人形）が手放した紐付きの風船を、離れた場所から走って（スタートは人形から風船が離れた瞬間）キャッチ出来ればクリア。16mに全員が失敗して終了となるところだったが、記録が伸びなかったことで全員が「カジギリスにもう1回だけチャンスをくれ」と土下座。そこへ、フンコロガシ師匠が登場し、「全力でやる事こそがカッコイイんだ」と説教した後、カジギリスにもう1回のチャンスを与えた。最終記録は湾岸スタジオの限界であった23m。
お台場冒険王ファイナルではこの競技を再現したブースが設置された。
第23回 - トランポリン高飛び（7月9日）
ゲストにウエンギリス（ウエンツ瑛士）が登場。
高台から飛び降りてトランポリンでジャンプし、走り高跳びのバーを飛び越えれば成功。1つの高さにつきチャンスは2回。ゲストのウエンギリスが 2m30cm を1度失敗した後、高所恐怖症であることを伝え、コーナー始まって以来初めての途中棄権をしてしまった。カジギリスが 2m50cm をクリアして女郎グモの攻撃を免除された。
第24回 - 身体につけて泳げるゴムの本数（7月30日）
パンツに使われるゴム紐を、片方を飛び込み台に、もう片方を身体に繋いでプールに入り、コースを泳いでフラッグを手に入れれば成功。しかし、この回でこのコーナーが始まって以来初めての全員記録なし（全滅）で終了してしまい（あまりの酷さにフンコロガシも助っ人として急遽参加したが、失敗して罰ゲームも受けた。）、誰ひとり記録を残すことは無かったため、コーナー終了後にメンバー全員が謝罪した。ニシギリスは「記録が出なければ、ギリギリッスを今回で打ち切りにする」と発言していたが、謝罪時にコーナー自体は継続する事を発表した。ちなみにADのシミュレーションでは20本は楽勝でクリアしたことから、カジギリスは「最近のADさんの身体能力が高すぎる。今日は20本からじゃなかった。」と語った。
第25回 - フラフープ（9月10日）
フラフープ（長さ2cm）をトンネル状に繋げて、その輪に向かってジャンプしどのぐらいまで潜り抜けるかを競う。ジャンプ途中で輪に当たっても、体全体が引っかからずに潜り抜ければクリアとなる。カジギリスが用意された限界の160枚をクリアして、女郎グモの攻撃を免除。
第26回 - ゴールテープ（11月5日）
何本も束ねた紙テープを、正面突破して切れることが出来れば成功。ツカギリスは300本切れれば女郎グモの攻撃を免除と自ら希望し、それをクリアしたため最終的な結果は300本となった。
第27回 - ケンケンパ（11月26日）
ケンケンパで上れる坂の角度のギリギリ。カジギリスはセットの限界の 45° には失敗に終わり、最終結果は 40°。なお、冒頭でローソン限定で8月から発売された清涼飲料水「ギリギリッ水」を初めて紹介した。

### 2009年
第28回 - 鉄棒の逆上がり（1月21日）
通常直径3cmの鉄棒をだんだん太くしていき逆上がりできたら成功。高さは130cmで固定。ツカギリスが骨折療養のため代打としてツツギリスが参加。ツツギリスは 20cm に挑戦(初期難易度は10cmだったがイタギリス、カジギリスがスキを見て勝手にクリアしたので20cmからスタートとなった。ちなみにニシギリスも珍しく挑戦したが失敗)するも失敗。カジギリスが限界の 50cm をクリアし、残っていたイタギリスと共に罰ゲームを逃れた（複数人の免除は、第19回以来の2回目）。
第29回 - 階段登り（2月4日）
傾斜角 30° の階段を傾けてステップに傾斜を付け、その状態で最上段（段差は10段）まで登れるかを検証。階段に手を付けてはいけない。ステップの傾斜角が 20° なら階段の傾斜角は 50° となる。結果はカジギリスの 40°（傾斜角 70°）。
第30回 - スライディング（4月1日、300回記念）
ゲストにはんにゃのカナダギリス（金田哲）とカワシマギリス（川島章良）が登場。
助走をつけたあと濡れた人工芝でどこまでの距離をスライディング出来るのかを検証。セットが長い為、イタギリスの20mから助走路がスタジオ外にある為スタジオの外から助走しなければならなくなった。結果はカナダギリスの25m。ただしそのカナダギリスはカジギリスと共に30mに挑戦し、カナダギリスが「どちらが本物のスターかを決めよう」と吹っ掛けたもののどちらも失敗。女郎グモの攻撃を受けた後、正座してニシギリスを中心に問い詰められるとカジギリスが「スターは錦野さんやん」と釈明する始末だった。
第31回 - 壁の隙間通り抜け（5月13日）
幅45cmのマットの壁の間の長さを伸ばしていき、坂道で助走をつけたキックボードで走り抜ける。途中で止まったり、壁を倒したりするとアウト。イタギリスが挑戦時に前のめりに突っ込んだあげく、転倒しないという惨事が起こり、女郎グモの攻撃にその場で生ニラが追加された。前回衣装にスカートが付き、今回はお下げ髪・かぶり物の目にまつ毛を付けられ、更にオンナ度が増した衣装にツツギリスが激怒。ニシギリスに食って掛かる。だが胸に汗をかく対策としてブラジャー着用を要求され、コーナーに出たいツツギリスはその要求を受け入れた。カジギリスがセットの限界の 30m をクリアし、女郎グモの攻撃を免除された。
お台場合衆国ではこの競技を再現したブースが設置されていた。
第32回 - ビート板を重ねて持ち泳げる枚数（6月24日）
ツカギリスが復帰し、ツツギリスは女郎グモの一味として罰ゲームの放水を担当、その代わり伊藤が女郎グモをクビになった。
ビート板（1枚3.5cm）を重ねていき崩さずに8m先のプールの対岸へ進み切れたら成功。枚数を重ねていくと前が見えなくなる。イタギリスが限界の50枚をクリアしたが、態度が嫌味なため他のメンバーが無視してさっさと帰ってしまい、伊藤だけが彼を祝福した。
第33回 - プールの中で重量挙げ（11月4日）
ゲストにオードリーの春日トゥース（春日俊彰）と若林ギリス（若林正恭）が登場。漫才衣装（春日はピンクのベストに白のズボン、若林は紺のスーツ）に似せた全身タイツを着用。
9月23日のスペシャルで放送予定だったが、編集の都合でこの日にまわされた。失敗すると女郎グモによる超高圧放水攻撃を受けてもらう。競技は7月22日放送「ぽっちゃりだらけの水泳大会」でも行われたもの。水深3m先のバーベルを持ち上がれば成功。レスキューダイビングのライセンスを持つツツギリスが救助ダイバーを担当。ツカギリスと春日の争いとなり、65kgに成功したツカギリスが勝利。
第34回 - 積み上げた布団に走って飛び乗れる枚数の限界（12月16日）
ゲストにサバンナのタカハシアリ（高橋茂雄）と有酸素運動マン（八木真澄）が登場。高橋はアリのコスプレで、八木は持ちキャラである有酸素運動マンとして登場し、コーナーの冒頭からスベリネタ3連発を披露した。
厚さ4センチの布団を次々と積み上げていき、何枚まで倒さずに登れるかを競うというもの。倒さなければ途中で足を掛けても可。ツカギリスが復帰以来初めてプール以外での競技に挑んだ。罰ゲームは長い枕で女郎グモとツツギリスに殴られるものだが、誰がミスしてもツツギリスが袋叩きにされるノリに。カジギリスが80枚で罰ゲーム免除。

### 2010年
第35回 - スキー場の斜面を走りタイヤチューブを追いかける距離のギリギリ（2月24日）
ゲストにパンクブーブーの黒瀬ブーブー（黒瀬純）と哲夫ブーブー（佐藤哲夫）が登場。
上越国際スキー場にて実施。タイヤチューブを平均斜度25度の上級者向きのゲレンデのゴール地点まで乗り続けられるかを競う。罰ゲームは女郎グモが高台から雪を落とす雪崩攻撃。フンコロガシの鈴木が罰ゲームのデモンストレーションをさせられたが、雪を被った際に眼鏡を紛失してしまい、コーナー終始探していた。イタギリスが13mをクリアしたが恐怖で棄権したので、既に脱落したカジギリスに譲った。最終的な記録はカジギリスの18m。
第36回 - プールに潜り、トロフィーのオブジェをキャッチできるサッカーボールの数のギリギリ（7月21日）
イタギリスの代わりに潜水の得意なアキギリスが参戦。腰にサッカーボールを括りつけ、浮力に負けずに4m下にある水中にあるトロフィーを取ればクリア。今回は「ギリギリッス潜水王決定戦」と題した特別編として行われ、女郎グモとツツギリスは登場せず罰ゲームが無かった。アキギリスが最大個数11個をクリアしたが、クリアした際にガッツポーズでトロフィーを鼻にぶつけて、鼻血を出してしまった。

### 2011年
2011年からは、過去に一度挑戦したギリギリをゲストチームと対抗戦で行うことが多くなった。またメンバー全員参加となり、罰ゲーム担当に変更となっていたツツギリスの堤下やフンコロガシの鈴木やロバートの3人もゲームに参加。罰ゲームは行われない場合もある。
第37回 -斜面ボウリング （5月11日）
番組10周年を記念し、新しい波8に出演したことがあるチュートリアル、フットボールアワー、おぎやはぎ、ザブングル、佐久間一行による「もっとトびら」チームとはねトび男子メンバーによる対抗戦。
罰ゲームは通常通りの悪臭攻撃。挑戦したギリギリは、2007年1月3日放送分と同じもの。
第38回 - トランポリン高飛び（9月21日）
今回は『ピカルの定理』との番組対抗で行われ、夏菜を除くピカル2ndシーズンのメンバーが出演。男性メンバーは金色のカブトムシの姿で、女性メンバーは女郎グモの姿で登場。
挑戦したギリギリは、2008年7月9日放送分と同じもの。
ピカルチームが失敗した時は虻川の口臭、はねトびチームが失敗した時は渡辺直美のヘソの臭いをかがされる。伊藤、大島麻衣は受ける人の体を抑える。
この回では、フンコロガシの鈴木・山本もゲームの参加を認められていた。最終的な記録はカジギリスの2m80cm。
第39回 -潜水（10月19日）
前回の放送で惨敗に終わったピカルの定理がリベンジをするために出演。
この回では罰ゲーム担当の虻川と渡辺もゲームに参加。伊藤、大島は応援担当。
罰ゲームは行われていない。残り時間最後に、吉村崇が22本に挑戦したが、失敗した。
最終的な記録はアキギリスの21本。
挑戦したギリギリは2007年10月31日放送と同じもの。
第40回 -（12月14日）
番組開始400回目の放送を記念し、『めちゃ²イケてるッ!』のメンバーとの対抗戦。男性メンバーは黒いカブトムシ姿で、女性メンバーは女郎グモの姿で登場。ただ、三中元克はいつも着ている「岡村オファーがきましたシリーズ」で岡村が着用しているオファージャージを模して作った青いジャージを着用している。
挑戦したギリギリは2007年5月9日放送と同じ「滑り台上り」と2009年5月13日放送と同じ「壁の隙間通り抜け」の2つに挑戦。ただし「壁の隙間通り抜け」は幅40cmでの挑戦となる。最終的な記録は「滑り台上り」がカジギリスの55°、「壁の隙間通り抜け」もカジギリスの31m。
罰ゲームは行われていない。

### 2012年
第41回 -カジギリス包囲網（2月29日）
ロザン、井本貴史、平成ノブシコブシ、スリムクラブが金色のクワガタムシの姿で登場。
挑戦したギリギリはトランポリンをジクサクに渡れる長さのギリギリ。
罰ゲームは行われていない。最終的な記録はカジギリスの27台。
梶原ラストパフォーマンス（9月12日）
番組最後の通常回にて放送された企画で、梶原が「トランポリン高飛び」の新記録に挑戦。しかし、失敗に終わった。西野は別行動で不在だったため、進行は板倉が(イタギリスとしてではなく、通常の人間として)代行した。

## はねるのトびらWii ギリギリッス
2007年12月6日にバンダイナムコゲームス（ナムコレーベル）から発売されたWii専用ゲームソフト。『はねるのトびらDS 短縮鉄道の夜』と同時発売。3種類の競技を再現している（第3回のローソクの火消し、第7回のホッピング段差越え、第8回の跳び箱の長さ）。